# Claudio Lotito
Claudio Lotito, italijanski poslovnež, * 9. maj 1957.
Lotito je od leta 2004 predsednik rimskega nogometnega kluba Lazio. 